# Karoca Świętych Sakramentów
Karoca Świętych Sakramentów (fr. La caross du Saint Sacrament) – komedia Prospera Mériméego w jednym akcie napisana w 1829. Prapremiera odbyła się w Paryżu w 1850. Premiera polska odbyła się w Poznaniu w 1955 r.

## Treść
Akcja utworu rozgrywa się w Limie. Scena przedstawia gabinet władcy Peru i zarazem wicekróla Hiszpanii - Andresa de Ribery. Wicekról Andres pozostaje pod urokiem swej kochanki, Kamili Pericole. Kamila jest pierwszą aktorką Limy i ma licznych wielbicieli, co budzi zazdrość Andresa. Wypytuje swego sekretarza Martineza o wszelkie plotki dotyczące Kamili, które tylko podsycają jego niepokój. Okazja do konfrontacji pojawia się, gdy w pałacu pojawia się sama Kamila z gorącą prośbą: chce by król Andres podarował jej swoją nową, niezwykle kosztowną karocę. Andres początkowo odmawia podarunku i urządza jej scenę zazdrości, jednak Kamila tak zręcznie tłumaczy się ze wszystkich podejrzeń, że Andres mięknie i ofiarowuje jej karocę. Kamila wsiada do karocy i jedzie do miasta, chcąc wprawić w podziw wszystkie damy. Dochodzi do skandalu: Kamila potrąciła karetę pewnej markizy, po czym ofiarowała karocę biskupowi. Nie czuje się jednak winna, wręcz przeciwnie - cieszy się że dopięła swego celu i zrobiła zamieszanie w mieście, a na zakończenie zaprasza wszystkich na kolację.

## Ekranizacja
W 1952 r. powstał film pt. Złota karoca (fr. Le Carrosse d'or) w reżyserii Jeana Renoira na podstawie komedii Karoca Świętych Sakramentów. W roli Kamili wystąpiła Anna Magnani.

## Karoca Świętych Sakramentóww Polsce

### Przekład
Utwór w przekładzie na język polski ukazał się w 1953 r. Tłumaczenia dokonała Joanna Guze. 

### Spektakl radiowy
W 1998 r. w Teatrze Polskiego Radia wyemitowano spektakl pt. Karoca Świętych Sakramentów w adaptacji Iwony Malinowskiej i reżyserii Wojciecha Markiewicza.